# Horst (Lauenburgo)
Horst é um município da Alemanha, distrito de Lauenburgo, estado de Schleswig-Holstein.